# سد حجر
سد حجر هو سد في تونس تبلغ مساحة حوضه 20,000 كم مربع. أما معدل المساهمة السنوية فيبلغ 3500 مليمتر مكعب. ويقع في الشمال الشرقي البلاد وتحديدًا قرب مدينة تونس.

## المصدر
- السدود التونسية نسخة محفوظة 28 سبتمبر 2007 على موقع واي باك مشين.
- سد حجر